# Мишовій
Мишові́й (Hylorchilus) — рід горобцеподібних птахів родини воловоочкових (Troglodytidae). Представники цього роду є ендеміками Південної Мексики.

## Види
Виділяють два види:
- Мишовій тонкодзьобий (Hylorchilus sumichrasti)
- Мишовій великодзьобий (Hylorchilus navai)

## Етимологія
Наукова назва роду Hylorchilus походить від сполучення слів дав.-гр. ὑλη — ліс і ορχιλος — волове очко.